# Neratovice
Neratovice város Csehországban, a Mělníki járásban. Neratovice Kojetice, Úžice, Čakovičky, Obříství, Libiš, Tišice, Předboj, Veliká Ves, Kostelec nad Labem és Chlumín településekkel határos. Lakosainak száma 16 217 fő (2024. január 1.).

## Népesség
A település lakosságának változását az alábbi diagram mutatja:
| Lakosok száma | 1517 | 2205 | 2880 | 9719 | 16 876 | 16 426 | 16 234 | 16 163 | 15 866 | 16 217 |
|               | 1869 | 1900 | 1921 | 1961 | 1980   | 2011   | 2016   | 2019   | 2021   | 2024   |